# Nikolai Kornilijewitsch Bodarewski

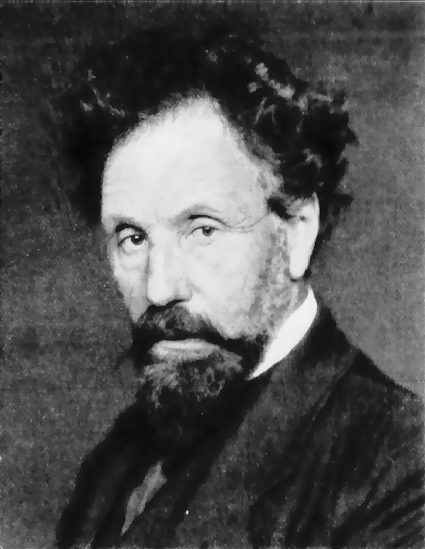
Nikolai Bodarewski in der Zeitschrift Niva, 1913

Nikolai Kornilijewitsch Bodarewski (ukrainisch Микола Корнилович Бодаревський, russisch Николай Корнилиевич Бодаревский, * 6. Dezember 1850 in Odessa; † 1921 in ebenda) war ein ukrainischer Maler, Grafiker, Dekorateur und Kunstprofessor, der im Russischen Kaiserreich tätig war.

## Biografie

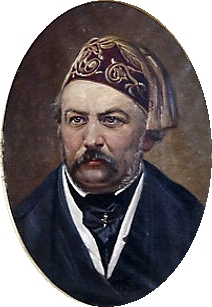
Michail Iwanowitsch Glinka, Porträt von Nikolai Bodarewski

Nikolai Bodarewski wurde am 6. Dezember 1850 in eine alte moldauische Adelsfamilie hineingeboren. Sein Vater war Titularrat, seine jüngere Schwester war die Künstlerin Ekaterina Bodarevskaya. Er absolvierte ein Studium an der Kunstakademie Odessa. Von 1869 bis 1873 studierte er an der Kaiserlichen Akademie der Künste in der Klasse der historischen Malerei bei Pjotr Shamshin, Carl von Neff und Pjotr Petrowitsch Wereschtschagin. Im Jahr 1871 erhielt er während seines Studiums vier Silbermedaillen: zwei kleine und zwei große Medaillen der Akademie „Für den Erfolg beim Zeichnen“, 1873 zwei kleine Goldmedaillen für das Gemälde David spielt die Harfe vor Saul. Bodarewski war ein Vertreter der Jugendstilbewegung. Von 1880 bis 1918 war er Mitglied der Gesellschaft der Wanderkunstausstellungen und beteiligte sich jährlich an Wanderausstellungen. 1908 wurde er zum Mitglied der Kaiserlichen Akademie der Künste ernannt.
Bodarewski starb 1921 und wurde auf dem alten Stadtfriedhof in Odessa beigesetzt. Sein Grab ist nicht mehr erhalten, da der Friedhof 1934 geschlossen und 1935 zusammen mit der Kirche abgebrochen wurde. Auf dem Gelände wurde später ein nach ihm benannter Kultur- und Erholungspark (heute Preobrazhensky Park) eröffnet.

## Werk

### Religiöse Malerei
In den 1870er Jahren malte Bodarewski hauptsächlich Ikonen und Gemälde zu religiösen Themen. Als Künstler arbeitete er oft im akademischen Stil, verwendete aber auch Formen anderer zeitgenössischer Stile, vor allem der russischen Malerei. Genauso charakterisiert sich seine Arbeit an der Gestaltung der Auferstehungskirche in St. Petersburg, die an der Stelle errichtet wurde, an der Zar Alexander II. von einem russischen Terroristen tödlich verwundet wurde. Dort offenbart Bodarewski eine unerwartete Seite. In der Kirche entstanden einzigartige Mosaikkompositionen von Wiktor Wasnezow, Michail Nesterow, Andrei Rjabuschkin, Nikolai Kharlamov und anderen bekannten Malern. Die Mosaike der nördlichen kleinen Ikonostase St. Vladimir von Kiew und Heilige Maria Magdalena basieren auf 16 Skizzen von Bodarewski. Auf der kleinen südlichen Ikonostase befinden sich die Mosaike Heilige Königin Alexandra und Der wundertätige St. Nikolaus sowie Jungfrau Maria mit zwei Engeln, Erzdiakon St. Laurentius, Emmanuel, St. Archdiakon Stephanus, zwei Seraphim und 4 Erzengel. Auf den Pylonen im westlichen Teil sind die Mosaike Der Verrat des Judas und Christus vor Pilatus angebracht.

### Porträts
Bekanntheit erlangte Bodarewski vor allem mit seinen zahlreichen Porträts. 1844 malte er mit dem Porträt eines Mädchens ein Kind, das nicht  aristokratischen Kreisen, sondern aus der gesellschaftlichen Mittelklasse stammte. Es befindet sich heute im Saratov Art Museum. Unter den von Bodarewski geschaffenen Werken befinden sich in der Tretjakow-Galerie auch Porträts seiner Schwester Elena Kornilievna. Er schuf unter anderem Porträts des Schriftstellers Ivan Betsky (1889) und der Ballerina Lyubov Roslavleva (1896). 1889 beauftragte ihn Wassili Safonowo für den Großen Saals des Moskauer Konservatoriums  14 Porträts berühmter Komponisten anzufertigen, unter anderem von Ludwig van Beethoven, Pjotr Iljitsch Tschaikowski und Frédéric Chopin, die 1901 fertiggestellt wurden.

### Landschaften
Bodarewski malte auch Landschaften, die nicht seine Priorität waren – Ein Blick auf den Kreml und den Moskauer Fluss in der Nacht der Krönung von Nikolaus II. (um 1896). Die Natur, die er darstellt, ist an sich schön und benötigt seiner Meinung nach keine effektiven Maltechniken. Die Motive seiner Landschaften sind äußerst einfach und natürlich, und seine Malerei ist frei von jeglichem Anspruch. Einige seiner berühmten Landschaften sind Der große Brunnen, Die Goldküste und Der Mondeffekt.

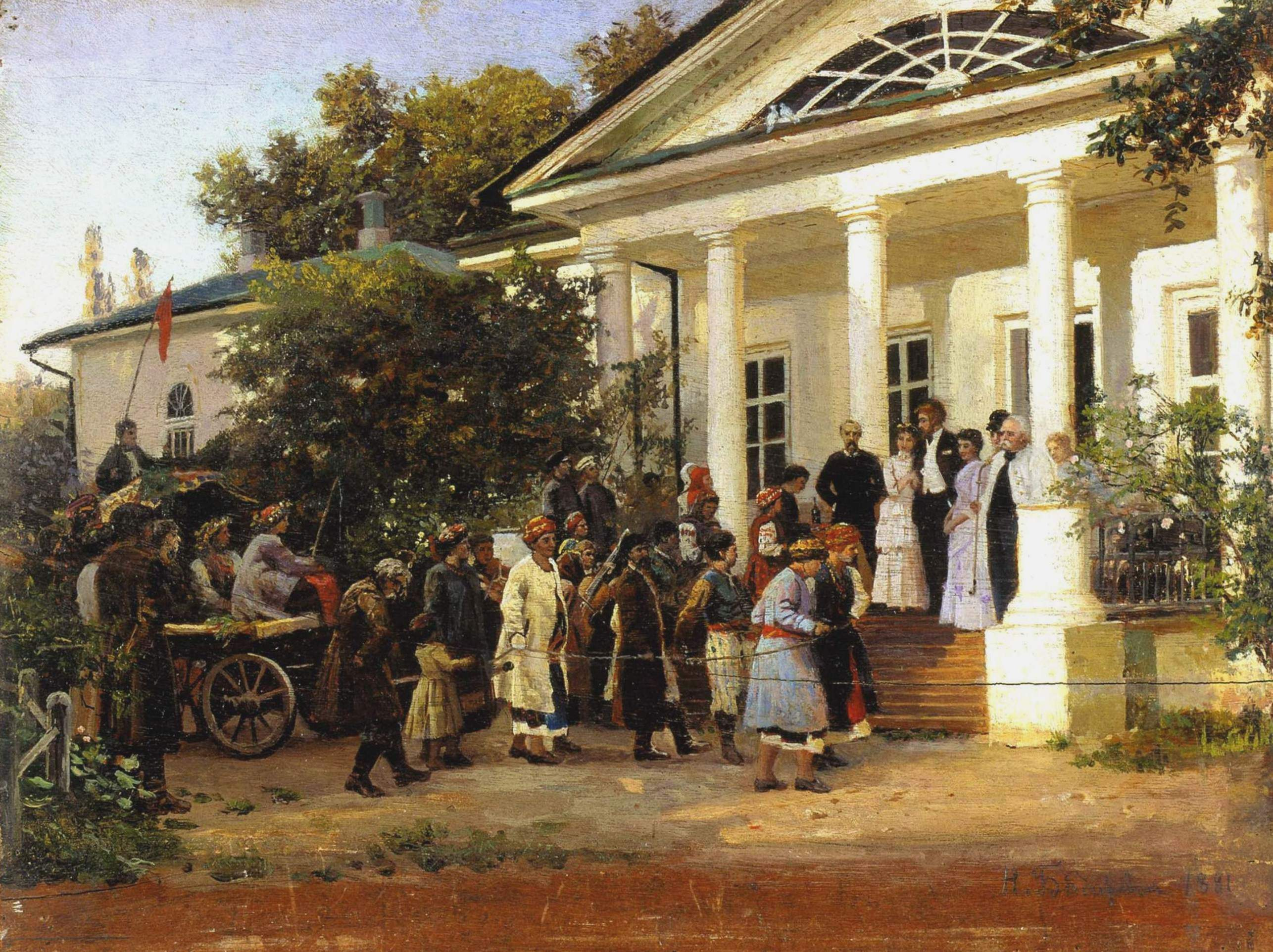
Hochzeit, 1881
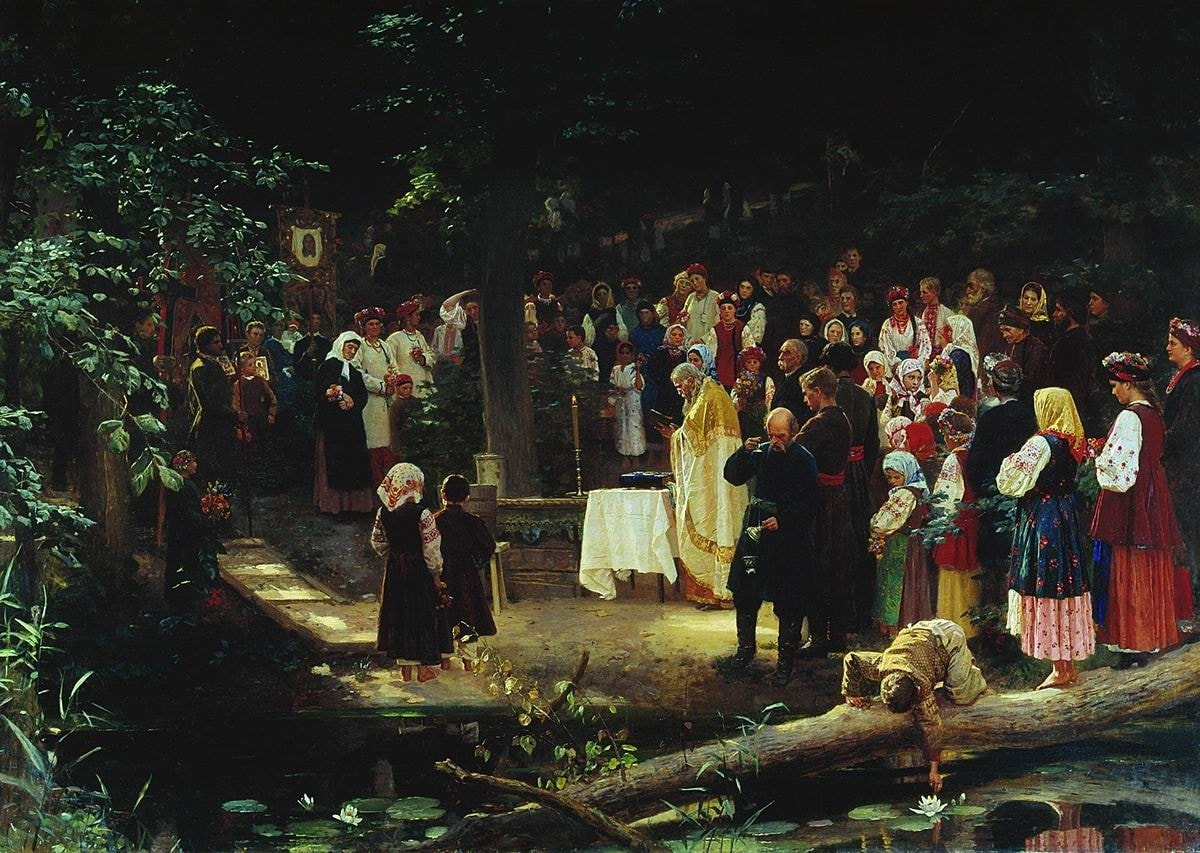
Transfiguration, 1890
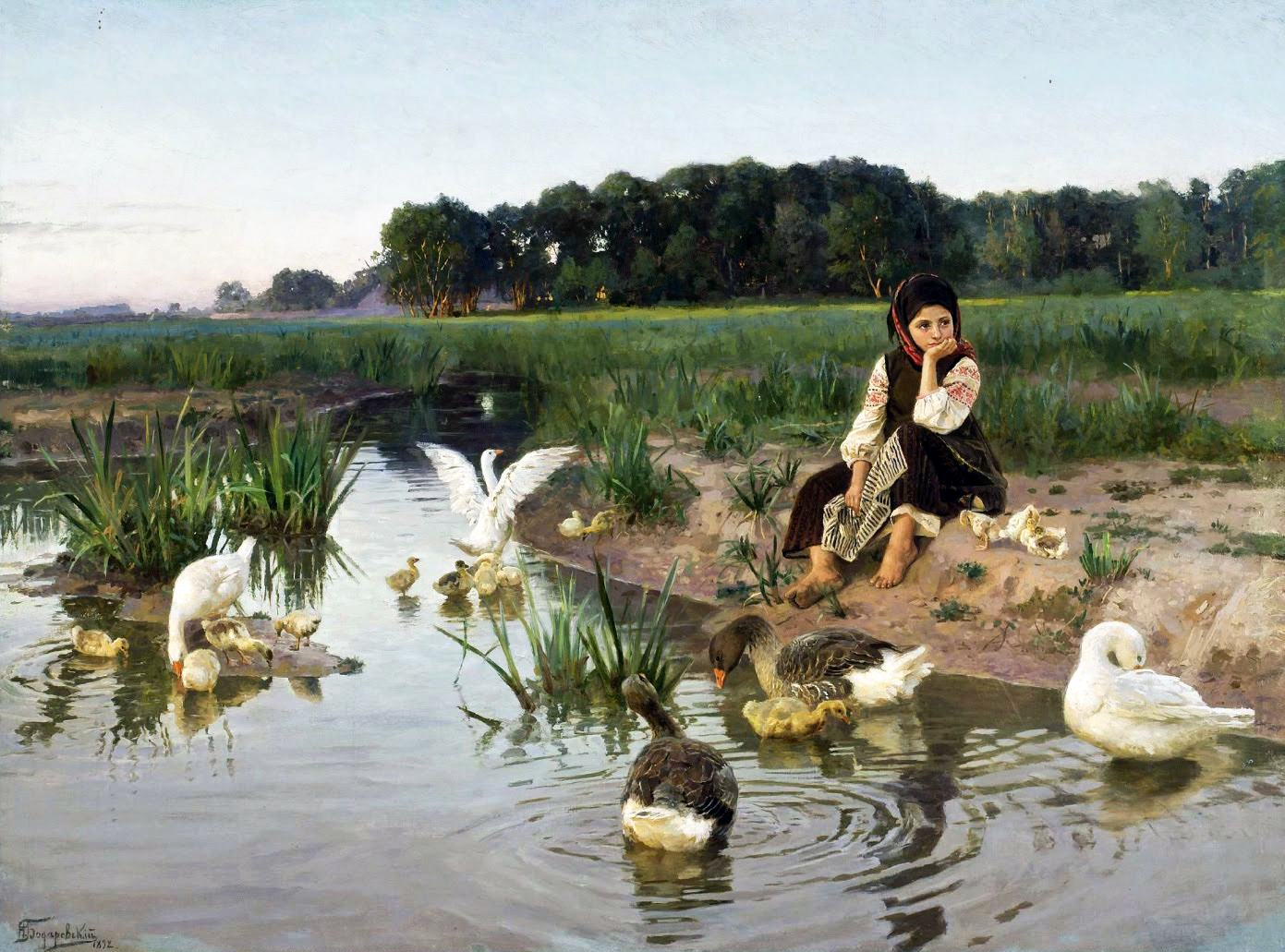
Mädchen mit Gänsen, 1892
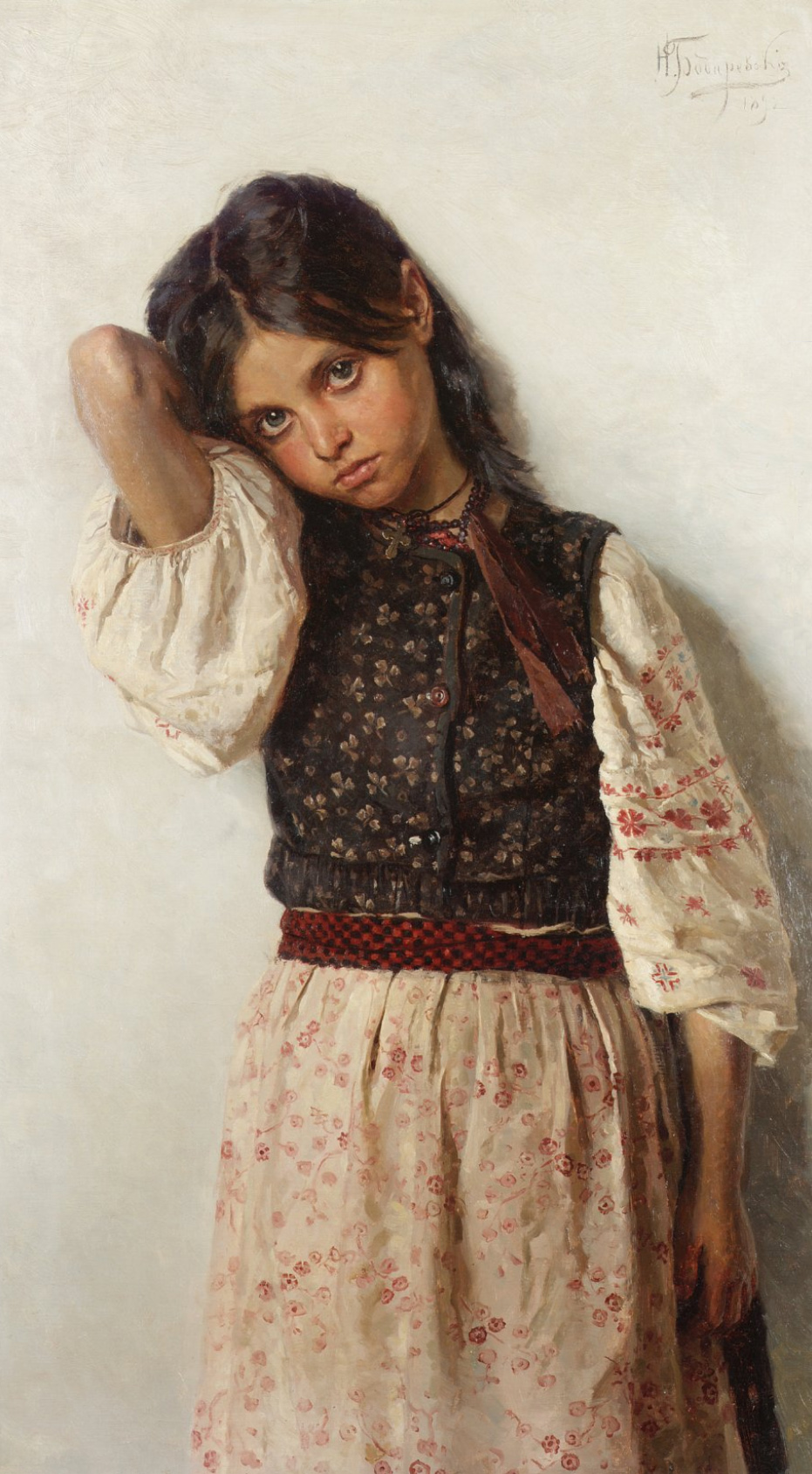
Mädchen, 1892
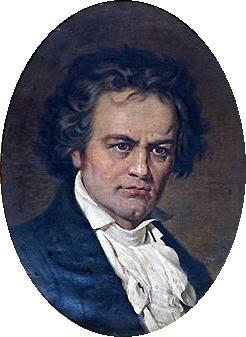
Ludwig van Beethoven, 1891
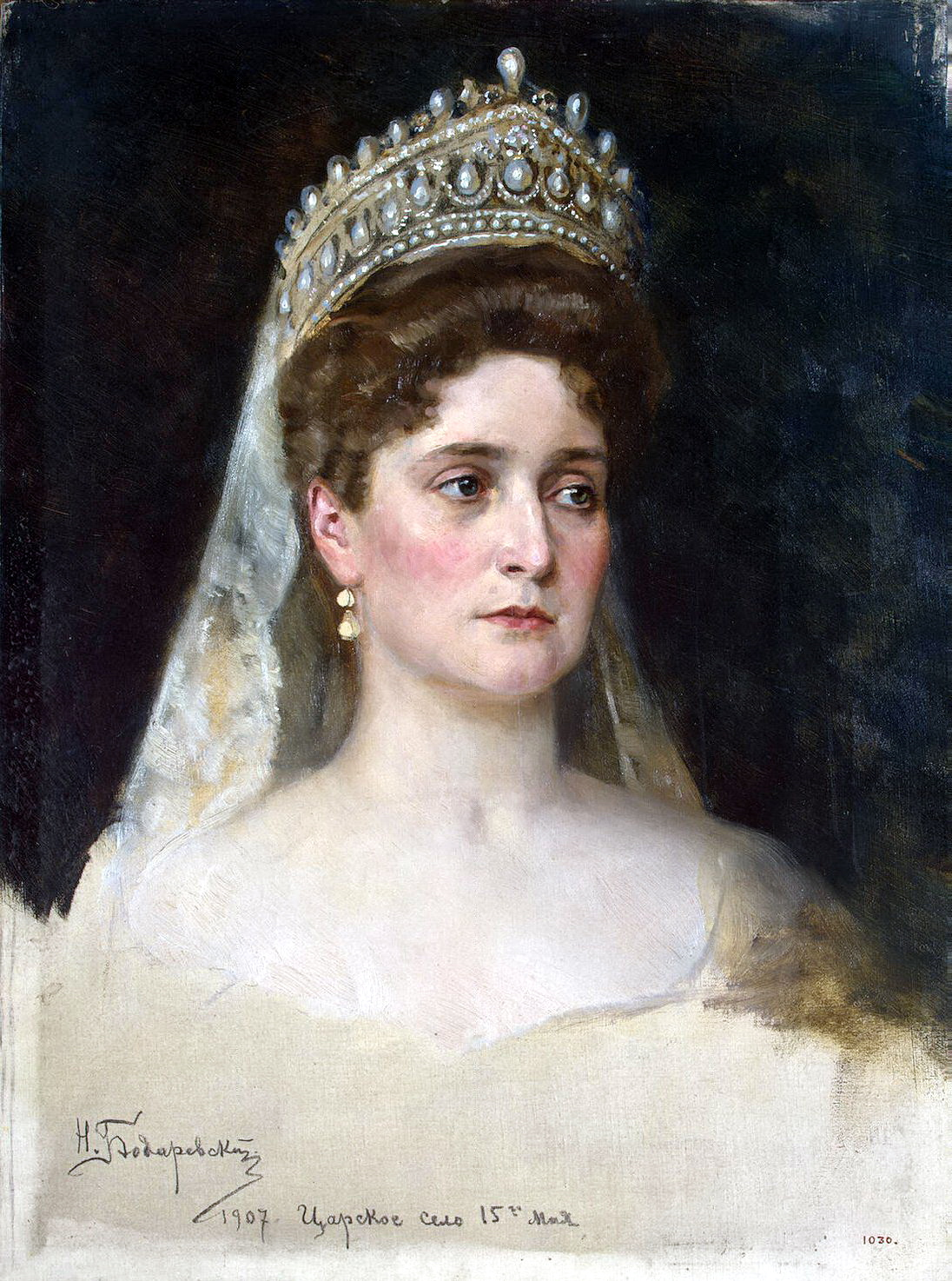
Porträt der Kaiserin Alexandra Feodorovna, 1907